# Wolfgang Dehler
Wolfgang Dehler (* 2. November 1936 in Beucha, Sachsen; † 25. April 2003 in Rio de Janeiro) war ein deutscher Schauspieler, Synchronsprecher, Sänger sowie Sprecher von Hörspielen.

## Leben

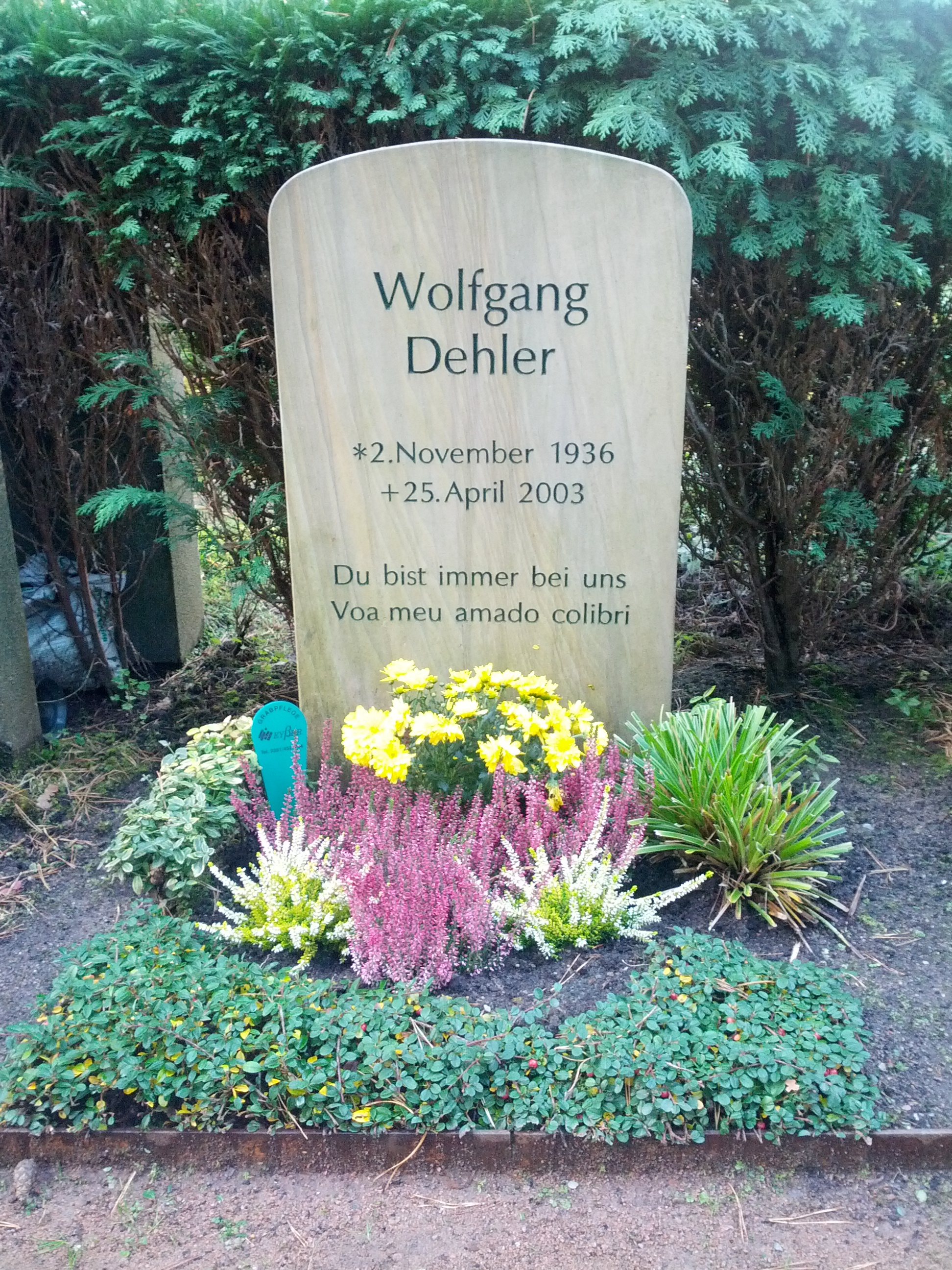
Grabstätte auf dem Urnenhain Tolkewitz

Dehler, der zunächst auch als Schlagzeuger der Elb Meadow Ramblers tätig war, absolvierte seine Schauspielausbildung zwischen 1955 und 1958 an der Theaterhochschule in Leipzig. Anschließend arbeitete er als Schauspieler für Sprech- und Musiktheater an Bühnen in Leipzig, Weimar, Dresden und Berlin (Komische Oper).
Seit Ende der 1960er Jahre arbeitete Dehler auch zunehmend für Film- und Fernsehproduktionen. Er spielte in Literaturverfilmungen (Die Gerechten von Kummerow nach Ehm Welk), Historienfilmen (Lützower), Science-Fiction-Filmen (Besuch bei Van Gogh), Dramen (Ärztinnen) und zahlreichen Krimis aus den Reihen Der Staatsanwalt hat das Wort und Polizeiruf 110. In letzterer verkörperte er Charaktere auf beiden Seiten des Gesetzes: neben diversen Tätern auch die Ermittler Strahl (1983) und Dillinger (1987–1991). Für einige Polizeiruf-Folgen schrieb er das Drehbuch. 1987 war er der Hauptdarsteller der Unterhaltungsserie Mensch, Hermann!. Zudem übernahm er die Erzählerrolle in den Rübezahl-Verfilmungen der DEFA.
Nach der Wende wurden Dehlers Auftritte in Film und Fernsehen etwas weniger. Er spielte u. a. in einem Film der Reihe Tatort und in Roland Suso Richters Thriller Nichts als die Wahrheit mit Götz George in der Rolle des Josef Mengele. In den Jahren 1996 und 1997 sowie 1999 bis 2001 wirkte er bei den Störtebeker-Festspielen in Ralswiek auf der Insel Rügen mit.
Wolfgang Dehler war für seine tiefe, sonore Stimme bekannt. Unzählige Male spielte er den Nathan in dem Stück Nathan der Weise von Gotthold Ephraim Lessing auf verschiedenen deutschen Theaterbühnen. Sie wurde für ihn zum Markenzeichen.
Er wirkte bei zahlreichen Schallplattenaufnahmen (Klassik) als Sprecher mit. Auf den Alben Ströme – Negerlyrik aus zwei Kontinenten (1984) und Im blauen Mond September (1982) stellt er sich als Jazzsänger vor.
Als Synchronsprecher lieh Dehler seine Stimme u. a. Sean Connery (Leben und lieben in L.A.), Robert Loggia (Gespenster im Schloss), Leonard Nimoy (Die Bibel – David), Paul Sorvino (GoodFellas – Drei Jahrzehnte in der Mafia), sowie Ian McDiarmid in Star Wars: Episode I – Die dunkle Bedrohung – allerdings nur für dessen Auftritte als Darth Sidious, den Senator Palpatine sprach Friedhelm Ptok. Seit den 1960er Jahren war er bei Synchronfirmen in Ost und West beschäftigt.
Seine letzten Lebensjahre verbrachte Dehler in Brasilien, wo er am 25. April 2003 im Alter von 66 Jahren starb. Im August 2007 wurde er auf dem Urnenhain Tolkewitz in Dresden beigesetzt.
Wolfgang Dehler war mit der Schauspielkollegin Wera Paintner, der Tochter Martin Flörchingers, verheiratet. Aus der Ehe gingen drei Kinder hervor, und zwar Barbara, Thomas und Maria. Die Ehe wurde 1969 geschieden. Sohn Thomas Dehler arbeitet ebenfalls als Schauspieler.

## Auszeichnungen
- 1975: Kunstpreis der DDR

## Filmografie (Auswahl)
- 1968–1970: Ich – Axel Cäsar Springer
- 1969: Sankt Urban (Fernsehfilm – 4 Teile)
- 1969: Absender gesucht (Fernsehfilm)
- 1971: Rottenknechte (5-teiliger TV-Film)
- 1972: Lützower
- 1972: Der Adjutant (Fernsehserie)
- 1972: Die Bilder des Zeugen Schattmann (Fernsehfilm)
- 1972: Das Geheimnis der Anden (Fernsehfilm)
- 1973: Das Licht der Schwarzen Kerze (Fernsehfilm)
- 1973: Zement (Fernsehfilm, 2 Teile)
- 1974: Polizeiruf 110: Fehlrechnung (Fernsehreihe)
- 1974: Der Sandener Kindesmordprozess
- 1974: Polizeiruf 110: Der Tod des Professors (TV-Reihe)
- 1974: Visa für Ocantros
- 1976: Auf der Suche nach Gatt (Fernsehfilm)
- 1976: Hostess
- 1977: Das unsichtbare Visier (Fernsehfilm)
- 1978: Brandstellen
- 1980: Dach überm Kopf
- 1980: Alle meine Mädchen
- 1980: Max und siebeneinhalb Jungen
- 1982: Romanze mit Amélie
- 1982: Die Gerechten von Kummerow
- 1982: Das Mädchen und der Junge (Fernsehfilm)
- 1983: Märkische Chronik (Fernsehserie)
- 1983: Polizeiruf 110: Der Selbstbetrug (Fernsehreihe)
- 1984: Ärztinnen
- 1985: Polizeiruf 110: Traum des Vergessens (Fernsehreihe)
- 1985: Besuch bei van Gogh
- 1987: Bebel und Bismarck (Regie: Wolf-Dieter Panse)
- 1987: Mensch Hermann (Fernsehserie)
- 1987: Polizeiruf 110: Die alte Frau im Lehnstuhl (Fernsehreihe)
- 1988: Polizeiruf 110: Der Mann im Baum (Fernsehreihe)
- 1987: Altes Herz geht auf die Reise (1987) (Fernsehfilm)
- 1989: Polizeiruf 110: Trio zu viert (Fernsehreihe)
- 1990: Rheinsberg (Fernsehfilm)
- 1991: Polizeiruf 110: Ein verhängnisvoller Verdacht (Fernsehreihe)
- 1995: Tatort: Bomben für Ehrlicher (Fernsehreihe)
- 1997: Hercules (Sprecher)
- 1998: Tatort: Der zweite Mann (Fernsehreihe)
- 1998: Mulan (Sprecher)
- 1999: Nichts als die Wahrheit

## Theater

### Schauspieler
- 1959: Gotthold Ephraim Lessing: Der junge Gelehrte (Damis) – Regie: Johannes Curth (Theater der Jungen Welt Leipzig)
- 1965: Johann Wolfgang Goethe: Faust - Der Tragödie erster Teil (Faust) – Regie: Fritz Bennewitz (Deutsches Nationaltheater Weimar)
- 1966: William Shakespeare: Der Sturm (Caliban) – Regie: Fritz Bennewitz (Deutsches Nationaltheater Weimar)
- 1966: William Shakespeare: Das Wintermärchen (König Alonso) – Regie: Fritz Bennewitz (Deutsches Nationaltheater Weimar)
- 1967: Johann Wolfgang Goethe: Faust - Der Tragödie zweiter Teil (Faust)  – Regie: Fritz Bennewitz (Deutsches Nationaltheater Weimar)[1]
- 1968: Jurij Brězan: Mannesjahre (Rumbo) – Regie: Hans Dieter Mäde/Helfried Schöbel (Staatstheater Dresden)
- 1968: Horst Kleineidam: Von Riesen und Menschen – Regie: Hans Dieter Mäde (Staatstheater Dresden)
- 1971: Lillian Hellman: Herbstgarten – Regie: Hans Dieter Mäde (Staatstheater Dresden)
- 1993: William Shakespeare: Coriolan (Römischer Senator) – Regie: Deborah Warner (Salzburger Festspiele – Felsenreitschule)

### Regisseur
- 1965: Rolf Schneider: Prozeß Richard Waverly (Deutsches Nationaltheater Weimar)

## Hörspiele (Auswahl)
- 1967: Mark Twain: Die Abenteuer des Huckleberry Finn (Jim) – Regie: Walter Niklaus (Kinderhörspiel – Rundfunk der DDR)
- 1968: Hans Pfeiffer: Dort unten in Alabama (Haywood Patterson) – Regie: Wolfgang Brunecker (Hörspiel – Rundfunk der DDR)
- 1970: Sophokles: Die Antigone des Sophokles (Kreon) – Regie: Martin Flörchinger (Hörspiel – Rundfunk der DDR)
- 1972: Afanassi Salynski: Maria (Dobrotin) – Regie: Helmut Hellstorff (Hörspiel – Rundfunk der DDR)
- 1972: Agnieszka Osiecka: Appetit auf Frühkirschen – Regie: Albrecht Surkau (Hörspiel – Rundfunk der DDR)
- 1972: Czesław Chruszczewski: Fünf treffen sich in Konin – Regie: Peter Groeger (Hörspiel – Rundfunk der DDR)
- 1972: Wilhelm Hauff: Mutabor (Wesir) – Regie: Theodor Popp (Kinderhörspiel – Rundfunk der DDR)
- 1973: Esko Korpilinna: Die Stimme des Herrn (Herr) – Regie: Peter Groeger (Hörspiel – Rundfunk der DDR)
- 1977: Samuil Marschak: Das Katzenhaus (Erzähler) – Regie: Jürgen Schmidt (Kinderhörspiel – Litera)
- 1980: Hansgeorg Stengel: So ein Struwwelpeter (Geschichtenerzähler) – Regie: Albrecht Surkau (Kinderhörspiel – Litera)
- 1981: Günter Eich: Träume – Regie: Peter Groeger (Hörspiel – Rundfunk der DDR)
- 1981: Peter Hacks: Adam und Eva (Gott) – Regie: Klaus Dieter Kirst (Theatermitschnitt – Litera)
- 1983: Sándor Sáfár, Zoltán Jékely: Wie der Zigeunerseppl ein Gauner wurde (König) – Bearbeitung und Regie: Andreas Scheinert (Kinderhörspiel – Litera)
- 1985: Volksbuch: Till Eulenspiegels mehrsteils wohlige Nacht in der Herberg zu Kneiteln (Tod) – Regie: Andreas Scheinert, Jürgen Schmidt (Hörspiel – Litera)
- 1985: Anna Seghers: Die Reisebegegnung (Nicolai Gogol) – Regie: Fritz Göhler (Hörspiel – Rundfunk der DDR)
- 1986: Wilhelm Hauff: Das kalte Herz (Holländermichel) – Regie: Rainer Schwarz (Kinderhörspiel – Litera)
- 1986: Märchen aus 1001 Nacht: Sindbad der Seefahrer (Sindbad) – Regie: Dieter Wardetzky (Kinderhörspiel – Litera)
- 1987: Tony McHale: Aussteigen ist nicht (Gerry Rye) – Regie: Rainer Schwarz (Hörspiel – Rundfunk der DDR)
- 2002 (Audible: 2013): Hercules. Das Original-Hörspiel zum Disney Film, Walt Disney Records
- 2005: Star Wars – Die dunkle Bedrohung: Episode I: Original-Hörspiel zum Film, Universal Music, ISBN 978-3-89945-931-9
- 2020: Star Wars – Die Dunkle Bedrohung (Das Original-Hörspiel zum Kinofilm), Audible & Walt Disney Records

## Diskografie (Auswahl)
- Ströme – Negerlyrik aus zwei Kontinenten (1984)
- Im blauen Mond September (1981)

## Synchronrollen (Auswahl)
Quelle: Deutsche Synchronkartei
| Schauspieler          | Film/ Serie                                                                     | Rolle                    |
| --------------------- | ------------------------------------------------------------------------------- | ------------------------ |
| Al Wiggins            | Matlock (Fernsehserie)                                                          | Richter Clagett          |
| Alan Barry            | Im Namen des Vaters                                                             | Archivist Jenkins        |
| Andrei Popov          | Wie der dumme Iwanuschka das Wunder suchte                                      | Zauberer Lukomor         |
| Arthur Margetson      | Sherlock Holmes: Gespenster im Schloss (2. Synchro für DEFA in den 60er Jahren) | Dr. Sexton               |
| Ato Muhammaddschonow  | Die Schande                                                                     | Ulfats Vater             |
| Edward A. McDemottroe | Kampf der Kobolde – Die Legende einer verbotenen Liebe                          | Wechselbalg Fergus Flynn |
| Gregory Alan Williams | Gegen jede Regel                                                                | Coach Hinds              |
| Grigori Gaj           | Man wird nicht als Soldat geboren                                               | Bereshnoi                |
| Henri Virlojeux       | Blut auf dem Asphalt                                                            | Barraud                  |
| Ian McDiarmid         | Star Wars: Episode I – Die dunkle Bedrohung                                     | Darth Sidious            |
| James Earl Jones      | Feld der Träume                                                                 | Terence „Terry“ Mann     |
| Jay C. Flippen        | Der Mordprozess O’Hara (Synchro 1991)                                           | Sven Norson              |
| John Amos             | Der Prinz aus Zamunda                                                           | Cleo McDowel             |
| Jurij Tschekulajew    | Der Lehrling des Medicus                                                        | Kawass                   |
| Keith Michell         | Heinrich VIII. und seine sechs Frauen (DDR-Synchro)                             | König Heinrich VIII.     |
| L. Harvey Gold        | Highlander (Fernsehserie)                                                       | Bourcheck                |
| Merritt Bohn          | Twilight Zone – Unwahrscheinliche Geschichten (Fernsehserie)                    | Nolan                    |
| Michail Simin         | Peters Jugend                                                                   | Fürst Bujnossow          |
| Nikola Todev          | Kirschgarten                                                                    | Savata                   |
| Orson Welles          | Othello (Synchro 1993)                                                          | Othello                  |
| Orson Welles          | Waterloo (DDR-Synchro)                                                          | Louis XVIII.             |
| Pat Hingle            | Hawaii Fünf-Null (Fernsehserie)                                                 | Dr. Grant Ormsbee        |
| Pat Hingle            | Die Küste der Ganoven (Fernsehserie)                                            | Emory Van Cleve          |
| Paul Butler           | Stephen King’s Schöne neue Zeit (Fernsehserie, 2. Synchro für TV)               | Captain March            |
| Paul Butler           | Meschugge                                                                       | Lt. Lynch                |
| Paul Sorvino          | GoodFellas – Drei Jahrzehnte in der Mafia                                       | Paul Cicero              |
| Paul Sorvino          | Romeo + Julia                                                                   | Fulgencio Capulet        |
| Paul Sorvino          | Money Talks – Geld stinkt nicht                                                 | Guy Cipriani             |
| Philippe Noiret       | Der Zeuge (Synchro 1981)                                                        | Robert Maurisson         |
| Raymond Lovell        | Vom sündigen Poeten (Synchro 1985)                                              | John Hobhouse            |
| Rein Aren             | Piraten des 20. Jahrhunderts                                                    | Piratenkapitän           |
| Rex Evans             | Sherlock Holmes: Gefährliche Mission (Synchro 1969)                             | Gregor                   |
| Robert Loggia         | Cold Blooded – Die Romantik lebt... noch!                                       | Gordon                   |
| Sir Christopher Lee   | Funny Man                                                                       | Callum Chance            |
| Victor Buono          | Daniel Boone (Fernsehserie, 2. Synchro 1989–1991)                               | Mr. Quaife               |